# Carolin Babcock
Carolin Antoinette Babcock Stark, ameriška tenisačica, * 26. maj 1912, Billings, Montana, ZDA, † 25. marec 1987, New York, ZDA.
V posamični konkurenci je največji uspeh kariere dosegla leta 1932, ko se je uvrstila v finale turnirja za Nacionalno prvenstvo ZDA, kjer jo je premagala Helen Jacobs v dveh nizih. Na turnirjih za Prvenstvo Anglije se je najdlje uvrstila v četrti krog leta 1934, na turnirjih za Amatersko prvenstvo Francije pa v drugi krog leta 1934. V konkurenci ženskih dvojic je leta 1936 osvojila turnir za Nacionalno prvenstvo ZDA skupaj z Marjorie Gladman. V letih 1933 in 1934 je z reprezentanco osvojila Wightmanov pokal.

## Finali Grand Slamov

### Posamično (1)

#### Porazi (1)
| Leto | Turnir                   | Nasprotnica v finalu | Rezultat finala |
| 1932 | Nacionalno prvenstvo ZDA | Helen Jacobs         | 2–6, 2–6        |

### Ženske dvojice (1)

#### Zmage (1)
| Leto | Turnir                   | Partnerica       | Nasprotnici v finalu             | Rezultat finala |
| 1936 | Nacionalno prvenstvo ZDA | Marjorie Gladman | Helen Jacobs Sarah Palfrey Cooke | 9–7, 2–6, 6–4   |